# Marija Szczerbaczenko
Marija Szczerbaczenko (ukr. Марія Захарівна Щербаченко, ur. 14 lutego 1922 we wsi Jefriemowka w obwodzie charkowskim, zm. 23 listopada 2016 w Kijowie) – radziecka sanitariuszka narodowości ukraińskiej, Bohater Związku Radzieckiego (1943).

## Życiorys
Urodziła się w rodzinie chłopskiej. W dzieciństwie straciła rodziców, była wychowywana przez starszego brata. Skończyła 7 klas i kursy rachmistrzów, pracowała jako pomocnica księgowego w kołchozie. Od marca 1943 służyła w Armii Czerwonej, ukończyła kursy sanitariuszek przy szkole medycznej w Samarkandzie, w czerwcu 1943 została skierowana na front. Podczas bitwy o Dniepr w ciągu 10 dni udzieliła pierwszej pomocy medycznej 112 rannym żołnierzom. Po wojnie została zdemobilizowana, ukończyła szkołę prawniczą w Taszkencie, pracowała jako prawnik.

## Odznaczenia
- Złota Gwiazda Bohatera Związku Radzieckiego (23 października 1943)
- Order Lenina
- Order Wojny Ojczyźnianej I klasy
- Order „Za zasługi” II klasy (Ukraina)
- Order Bohdana Chmielnickiego III klasy (Ukraina)
- Medal Florence Nightingale (Międzynarodowy Komitet Czerwonego Krzyża)

I inne.